# Principios de Lascelles
Los principios de Lascelles fueron una convención constitucional en el Reino Unido entre 1950 y 2011, según la cual el soberano podía rechazar una solicitud del primer ministro para disolver el Parlamento si se cumplían tres condiciones:
1. Si el Parlamento existente sigue siendo «vital, viable y capaz de hacer su trabajo».
2. Si una elección general sería «perjudicial para la economía nacional».
3. Si el soberano pudiera «confiar en encontrar otro primer ministro que pudiera gobernar durante un período razonable con una mayoría de trabajo en la Cámara de los Comunes» .

La convención ha estado en suspenso desde 2011, cuando el poder de prerrogativa del soberano para disolver el Parlamento fue eliminado por la Ley de Parlamentos de Plazo Fijo de 2011.

## La carta
Durante el debate público sobre la posible respuesta del rey al resultado de las elecciones generales de 1950, que arrojaron una escasa mayoría del Partido Laborista en la Cámara de los Comunes, los principios de Lascelles fueron declarados formalmente en una carta de sir Alan Lascelles, secretario privado del rey Jorge VI, bajo el seudónimo de «Senex» al editor de The Times, publicada el 2 de mayo de 1950: 

Al editor de The Times
Señor, es indudablemente indiscutible (y de sentido común) que un Primer Ministro pueda pedir, no exigir, que su Soberano le conceda la disolución del Parlamento; y que el Soberano, si así lo desea, puede negarse a conceder esta petición. El problema de tal elección es enteramente personal para el soberano, aunque, por supuesto, es libre de buscar consejo informal de cualquiera a quien crea conveniente consultar. En la medida en que este asunto pueda ser discutido públicamente, se puede suponer apropiadamente que ningún soberano sabio, es decir, uno que tiene en el corazón el verdadero interés del país, la constitución y la monarquía, negaría una disolución a su Primer. Ministro a menos que esté convencido de que: (1) el Parlamento existente sigue siendo vital, viable y capaz de hacer su trabajo; (2) una elección general sería perjudicial para la economía nacional; (3) podía confiar en encontrar otro Primer Ministro que pudiera ejercer su gobierno, por un período razonable, con una mayoría activa en la Cámara de los Comunes. Cuando Sir Patrick Duncan rechazó la disolución de su Primer Ministro en Sudáfrica en 1939, se cumplieron todas estas condiciones: cuando Lord Byng hizo lo mismo en Canadá en 1926 , parecían serlo, pero al final el tercero resultó ser ilusorio.
Soy, & c.,
SENEX.

29 de abril.

Así, la carta afirmaba el poder constitucional del Soberano para denegar una disolución, describía las condiciones para un ejercicio válido de ese poder y hacía referencia a los precedentes pertinentes: ocasiones en las que los gobernadores generales de las naciones de la Commonwealth británica, actuando en nombre del monarca, denegaron solicitudes de disolución parlamentaria que no reunían esas condiciones.[cita requerida]

## Discusión posterior
El historiador Peter Hennessy declaró en 1994 que la segunda de las tres condiciones había sido desde entonces «eliminada del canon», dejando de estar incluida en las directrices internas de la Oficina del Gabinete.
En agosto de 2019, David Herdson, de politicalbetting.com, sugirió que los principios podían seguir siendo relevantes si un primer ministro perdía una moción de censura y luego, con la intención de buscar unas elecciones en lugar de permitir que otra persona formara gobierno, argumentaba un derecho a dichas elecciones como razón para no dimitir y dejar correr el tiempo.